# Mesoclistus rufipes
Mesoclistus rufipes là một loài tò vò trong họ Ichneumonidae.